# Reithrodontomys
Reithrodontomys — рід гризунів, які належать до родини Хом'якові (Cricetidae). 

## Опис
Види Reithrodontomys дуже схожі на мишей (Mus), з яким вони не пов'язані тісно. Вони досягають довжини тіла 5-15 сантиметрів, хвіст довжиною від 5 до 11 сантиметрів. Вага від 6 до 20 грамів. Їхнє хутро варіюється від червонувато-коричневого зверху через сірий до чорнуватого, боки світліші й живіт білий або світло-сірий. Хвіст тонкий і бідно забезпечений волоссям, вуха великі й виступають.

## Поширення
Площа поширення простягається від південної Канади через США і Мексику до Колумбії й Еквадору. Більшість видів живе у травах, але деякі зустрічаються також у посушливих районах або тропічних лісах.

## Життя
Вони ведуть нічний спосіб життя, вдень вони відпочивають в сферичних, побудований з трав та інших рослинних матеріалів гніздах. Гнізда мають діаметр від 15 до 18 сантиметрів і побудовані в кущах або невеликих деревах.
Їх раціон складається з насіння і паростків. Вони можуть дістатися до насіння трав, згинаючи травинки до землі, а потім вигризаючи їх. Іноді вони також їдять комах.

## Відтворення
За винятком холодної зими відтворення може бути здійснено протягом року. Після 21- до 24-денного періоду вагітності, самиця народжує від одного до дев'яти дитинчат. Самиці можуть давати потомство кілька разів на рік.

## Види
- Reithrodontomys bakeri Bradley, 2004
- Reithrodontomys brevirostris Goodwin, 1943
- Reithrodontomys burti Benson, 1939
- Reithrodontomys chrysopsis Merriam, 1900
- Reithrodontomys creper Bangs, 1902
- Reithrodontomys darienensis Pearson, 1939
- Reithrodontomys fulvescens J. A. Allen, 1894
- Reithrodontomys gracilis J. A. Allen and Chapman, 1897
- Reithrodontomys hirsutus Merriam, 1901
- Reithrodontomys humulis (Audubon and Bachman, 1841)
- Reithrodontomys megalotis (Baird, 1858)
- Reithrodontomys mexicanus (Saussure, 1860)
- Reithrodontomys microdon Merriam, 1901
- Reithrodontomys montanus (Baird, 1855)
- Reithrodontomys musseri
- Reithrodontomys paradoxus Jones and Genoways, 1970
- Reithrodontomys raviventris Dixon, 1908
- Reithrodontomys rodriguezi Goodwin, 1943
- Reithrodontomys spectabilis Jones and Lawlor, 1965
- Reithrodontomys sumichrasti (Saussure, 1861)
- Reithrodontomys tenuirostris Merriam, 1901
- Reithrodontomys zacatecae Merriam, 1901